# Estação Étangs Noirs
Étangs Noirs (fr) ou Zwarte Vijvers (nl) é uma estação das linhas 1 e 5 (antigas 1A e 1B) do Metro de Bruxelas.